# Michele Fornasier
Michele Fornasier (* 22. August 1993 in Vittorio Veneto) ist ein italienischer Fußballspieler.

## Karriere
Fornasiers erste große Station in seiner Jugend war die AC Florenz, für die er von 2007 bis 2009 aktiv war. Danach wechselte er in die Jugendabteilung von Manchester United, in der er bis 2013 spielte. Zur Saison 2013/14 wechselte er zum italienischen Erstligisten Sampdoria Genua. Seine erste Serie-A-Partie bestritt er am 9. Februar 2014 beim 1:0-Sieg über Cagliari Calcio. In seiner ersten Spielzeit bei Sampdoria absolvierte er zehn Spiele. Nachdem er in der Hinrunde der Saison 2014/15 nicht eingesetzt worden war, wechselte er im Januar 2015 zu Delfino Pescara 1936 in die Serie B. Im zweiten Jahr gelang ihm mit der Mannschaft der Aufstieg in die Serie A.
Fornasier bestritt 2008 ein Länderspiel für die U-16 Italiens sowie von 2011 bis 2012 zwei Partien für die U-19 Italiens, in denen ihm ein Treffer gelang.

## Erfolge
- Aufstieg in die Serie A: 2015/16